# Fileas de Thmuis
San Fileas, obispo de Thmuis, fue un mártir cristiano en Egipto durante la persecución de Diocleciano.
San Fileas fue martirizado junto con San Filoromo. El martirio de estos dos santos, según Thierry Ruinart, tuvo lugar en el año 306; siendo anterior al de Santa Teodora. El santoral católico lo conmemora el 4 de febrero.

## Persecución en Egipto
En Egipto, durante la persecución de Diocleciano, nos dice Eusebio de Cesarea, casi innumerables hombres con sus mujeres e hijos murieron por la fe con varios suplicios. Después de las uñas de hierro, azotes cruelísimos y otros horrorosos tormentos, unos fueron arrojados a las llamas, otros sumergidos en el mar, a otros les cortó la cabeza. Algunos murieron en los mismos ríos tormentosos, otros perecieron de hambre y muchos clavados en cruz o del modo regular en los malhechores o con la extraordinaria atrocidad de clavarlos con la cabeza hacia abajo y dejarlos en la cruz hasta que muriesen por sí mismos de hambre o de dolor. 
Pero son inexplicables e increíbles, prosigue Eusebio, los tormentos que padecieron los mártires en Tebaida. En vez de uñas de hierro, se valían de cascos puntiagudos para rasgar, no alguna parte del cuerpo por un breve rato sino todo el cuerpo, y hasta que los mártires espiraban. A las mujeres desnudas las ataban por un solo pie y las levantaban con máquinas quedando colgadas con la cabeza abajo de un modo en extremo vergonzoso y cruel. A veces, bajaban con mucha violencia dos ramas grandes de dos árboles, ataban a los mártires una pierna en cada una, soltaban las ramas y al enderezarse se despedazaban los santos cuerpos con una violencia espantosa.
Estos horrores no se acabaron en poco tiempo: duraron algunos años. Unos días morían diez, otros veinte y más a veces hasta treinta y aun sesenta y alguna vez en un mismo día murieron cien entre hombres, mujeres y niños con varios tormentos. A todo esto, añade Eusebio, que él mismo hallándose en aquella zona vio un día que fueron tantos los quemados y degollados, que los instrumentos embotados ya no querían cortar, y los verdugos de puro cansados no podían más. Vio también que apenas se acababa el interrogatorio, y se daba sentencia contra algunos cristianos, los que tenían luego saltaban otros al tribunal, y se confesaban cristianos.

## Martirio de San Fileas
Todos sufrían la cuestión de tormento y demás suplicios con serenidad, oían la sentencia de muerte con gozo, y cantaban alegres las divinas alabanzas. 
Entre todos, causaban singular admiración a Eusebio la gran fama de ricos, nobles, elocuentes o sabios filósofos; y no obstante todo lo abandonaban. Cita a dos de estos que padecieron juntos: San Filoromo, que tenía un empleo considerable en Alejandría y San Fileas famoso filósofo, hombre riquísimo, que con sus limosnas socorría a los pobres de casi toda la provincia y era obispo de Thmuis. 
De San Fileas y San Filoromo nos dice Eusebio que un sinnúmero de amigos y parientes, los magistrados y el juez les rogaban con amistosas instancias que mirasen por sí, por sus mujeres e hijos. Mas ellos con ánimo varonil y filosófico o por mejor decir, con su voluntad religiosa y consagrada a Dios, fueron constantes contra todas las amenazas e ignominias del juez y murieron degollados con la segur. Pero se conservan todavía las actas de su martirio: en las que entre las preguntas y acciones generales, vemos algunas dignas de observarse. Llegado Fileas al cadalso, Culciano presidente le dijo por qué no sacrificaba, siquiera a aquel Dios solo que reconocía. El Santo respondió que Dios no gustaba de aquellos sacrificios sino de la pureza de corazón, sinceridad de juicio o verdad de las palabras. Le preguntó también el juez si la carne misma resucitaría; y el Santo le dijo que sí. Culciano le dijo que por conciencia debía sacrificar para cumplir con lo que debía a sus hijos y a su mujer; mas el Santo le respondió que era más sublime su obligación y vínculo para con Dios. Preguntó también el juez de dónde conocía que Cristo era Dios y el Santo respondió que de los muchos milagros que hizo y de su propia resurrección. Le replicó que cómo podía un Dios ser crucificado y el Santo dijo, que lo fue porque quiso, por nuestra salud y, diciéndolo antes. Y Pablo, preguntó el juez, ¿era Dios?. Mas el Santo respondió que Pablo fue un hombre como los demás y que hacía milagros porque el Espíritu Divino estaba en él. Su mujer, parientes y amigos se echaban a sus pies. El Santo decía, que quien le había llamado a él, podía llamar también a su mujer y levantados los ojos al cielo, protestaba que sus parientes y amigos habían de ser los santos apóstoles y mártires.
Habiendo intervenido San Filoromo en su defensa, pidieron que fuese sentenciado con San Fileas. Convino el juez y a ambos los condenó a muerte. Así que llegaron al lugar del suplicio, exhortó a los fieles a velar contra las tentaciones del demonio, a conservar la pureza de corazón, ser fieles a los preceptos de Jesucristo e invocar al Creador de todo, principio y fin de todas las cosas.